# Sium cordiennii
Sium cordiennii är en flockblommig växtart som beskrevs av Jean Loiseleur-Deslongchamps. Sium cordiennii ingår i släktet vattenmärken, och familjen flockblommiga växter. Inga underarter finns listade i Catalogue of Life.